# Kateřina Nash
Kateřina Nash, née Hanušová le 9 décembre 1977 à Prachatice, est une sportive tchèque. Elle a pratiqué plusieurs sport au haut-niveau : le ski de fond, le cyclo-cross et le VTT. Privilégiant le ski de 1994 à 2003, elle pratique le cyclisme à partir de 2006. Elle prend part deux éditions des Jeux olympiques d'hiver et trois éditions des Jeux olympiques d'été.
Elle a été médaillée de bronze des championnats du monde de cyclo-cross 2011 et 2017, ainsi que triple médaillée aux mondiaux de VTT sur le relais mixte.

## Biographie

### Carrière en ski de fond
Kateřina Nash se révèle pour la première fois au niveau international en 1994. Lors des championnats du monde junior de ski nordique, elle prend la quatrième place du 15 km libre. Un an plus tard, sur la même distance elle se classe seizième, puis cinquième en 1996. En 1996, elle participe également au cross-country VTT aux Jeux olympiques d'Atlanta et termine à la seizième place. En janvier de cette même année, elle fait ses débuts en Coupe du monde de ski de fond, en prenant la 57e place du 10 km classique. 
Elle termine 48e du général de la Coupe du monde lors de la saison 1998/1999, c'est son meilleur classement final. En 1998, elle participe aux Jeux olympiques de Nagano, où elle se classe, entre autres, sixième du relais 4x5 km et vingt-deuxième du 5 km style classique. Elle participe également aux championnats du monde à Trondheim en 1997 (36e du 15 km style libre) et à Ramsau am Dachstein en 1999 (septième place dans le relais et 19e place dans la course combinée). Les Jeux olympiques de Salt Lake City en 2002 sont sa dernière grande compétition en ski de fond. Elle termine quatrième du relais et prend la 20e place du 15 km libre.

### Carrière cycliste
À partir de 2006, elle privilégie le VTT et cyclo-cross. En 2007, elle s'adjuge sa première médaille au niveau international. Elle gagne la médaille de bronze du cross-country aux championnats d'Europe de VTT et devient championne de République tchèque de cross-country. 
En 2008, elle signe son premier podium en Coupe du monde de VTT, en prenant la troisième place à Bromont au Canada. Elle termine septième du classement général. En outre, lors des championnats d'Europe de cyclo-cross, elle termine troisième de la course féminine. 
En 2009, elle monte à nouveau sur le podium d'une manche de Coupe du monde VTT - le 26 juillet à Mont-Sainte-Anne. En 2010, elle est pour la deuxième fois championne de République tchèque de cross-country. En cyclo-cross, elle remporte également le titre national et s'adjuge sa première victoire en Coupe du monde : la manche de Roubaix. Lors des championnats du monde organisé à domicile à Tábor, elle termine quatrième, après avoir perdu la médaille de bronze au profit de la Néerlandaise Daphny van den Brand. Elle obtient sa revanche la saison suivante, en remportant la médaille de bronze à Saint-Wendel, derrière la Néerlandaise Marianne Vos et l'Américaine Katie Compton. Elle termine huitième du championnat du monde de cyclo-cross en 2012, puis quatrième l'année suivante. 

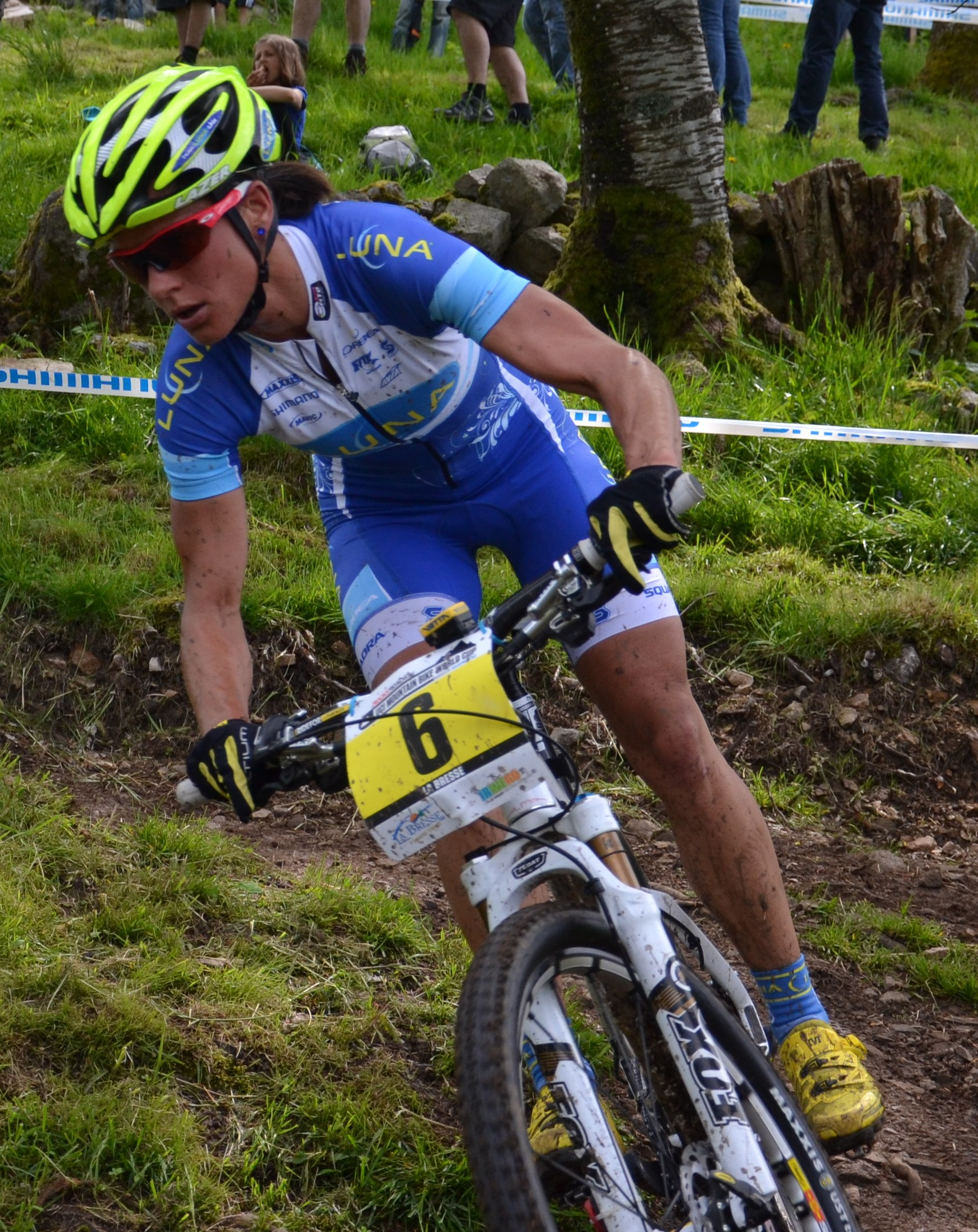
Catherine Nash lors de la manche de La Bresse sur la Coupe du monde de VTT 2012.

En VTT, elle remporte une autre médaille de bronze en 2013 avec l'équipe nationale tchèque, lors du relais mixte des championnats d'Europe de VTT. Entre-temps, elle termine 14e des Jeux olympiques et troisième de la Coupe du monde de VTT en 2012. Elle renouvelle ce classement en 2013, au cours de laquelle elle remporte la manche de Mont-Sainte-Anne, sa première victoire en Coupe du monde VTT. Elle compte également deux médailles de bronze aux championnats du monde de relais mixte par équipes en 2010 et Lillehammer-Hafjell 2014.
En 2014, elle remporte la quatrième manche de la coupe du monde de cyclo-cross à Namur. Il s'agit de sa troisième victoire sur une manche de Coupe du monde. En janvier 2015, lors du championnat du monde organisé à domicile, elle termine cinquième. En septembre 2015, elle gagne à Las Vegas, la première manche de la Coupe du monde de cyclo-cross.
Lors de la saison de VTT 2016, elle est à domicile médaillée d'argent du championnat du monde de relais mixte par équipes. Toujours dans cette discipline, elle est cinquième aux  Jeux olympiques de Rio et septième du général de la Coupe du monde. Lors de la saison de cyclo-cross 2016-2017, elle termine troisième du championnat du monde et de la Coupe du monde, où elle gagne à nouveau la manche de Namur.
En 2017, elle est élue à la Commission des athlètes de l'UCI. En septembre, elle gagne à Iowa City, la première manche de la Coupe du monde de cyclo-cross. En décembre de la même année, elle devient la première femme élue Présidente de la Commission des Athlètes UCI et est l'un des quatre vice-présidents de l'UCI. 
Lors de la saison de cyclo-cross 2019-2020, elle termine troisième de la Coupe du monde et gagne à 41 ans la manche de Waterloo, aux États-Unis. En février 2021, elle est à nouveau élue représentante du cyclo-cross à la Commission des athlètes de l'UCI.
Le 24 septembre 2022, elle participe à 44 ans aux mondiaux sur route en Australie, où elle termine 78e et dernière. En octobre, elle est contrôlé positive à la capromoreline, un produit stimulant l'appétit lors d'un test hors compétition. Elle évite une suspension de quatre ans après une enquête de l'USADA montrant qu'elle a été contaminée par des médicaments pour chiens,.

## Vie privée
Sa sœur aînée Lucie Hanušová (né le 26 novembre 1976 à Prachatice) était aussi sportive que Kateřina. Cependant, au cours de son séjour d'études aux États-Unis, elle est décédée tragiquement le 11 janvier 1999 sur une motoneige dans le parc national de Yellowstone. En sa mémoire, ses parents ont fondé le « Fonds de dotation Lucie Hanušová ».
Aux Jeux olympiques de Nagano, Kateřina Nash rencontre son futur mari et un an plus tard, ils ont commencé à sortir ensemble. En janvier 2000, elle est partie aux États-Unis pour étudier. Elle a d'abord étudié à Boulder pendant un semestre. En décembre 2004, elle est sortie diplômée de l'université du Nevada à Reno. Le 14 septembre 2005, après sept ans de vie commune, elle épouse l'ancien skieur américain Marcus Nash. Le couple vit en Californie - d'abord dans la station de montagne de Truckee, puis en 2013, il déménage au bord de mer à Emeryville. Même après le mariage, elle a conservé la citoyenneté tchèque. Elle a travaillé à temps partiel pour une petite agence de publicité à Truckee.

## Palmarès en cyclo-cross
| - 2006-2007 - Portland - 2008-2009 - Louisville - Portland - Médaillée de bronze du championnat d'Europe de cyclo-cross - 2009-2010 - Championne de République tchèque de cyclo-cross - Louisville - West Windsor - Portland - Coupe du monde de cyclo-cross #6, Roubaix, Grand Prix Lille Métropole - 4e du championnat du monde - 2010-2011 - Championne de République tchèque de cyclo-cross - Redmond - Lake Sammamish State Park - Issaquah - Las Vegas - Fort Collins - Portland - Médaillée de bronze du championnat du monde de cyclo-cross - 2011-2012 - Coupe du monde de cyclo-cross #2, Tábor - Cross After Dark Series #1 - CrossVegas, Las Vegas - Cross After Dark Series #2 - StarCrossed, Redmond - USGP of Cyclocross #1 - Planet Bike Cup 1, Sun Prairie - USGP of Cyclocross #2 - Planet Bike Cup 2, Sun Prairie - USGP of Cyclocross #3 - New Belgium Cup 1, Fort Collins - USGP of Cyclocross #7 - Deschutes Brewery Cup 1, Bend - USGP of Cyclocross #8 - Deschutes Brewery Cup 2 Bend - New England Championship Series #8 - The Cycle-Smart International 1, Northampton - New England Championship Series #9 - The Cycle-Smart International 2, Northampton - Rapha Focus GP, Issaquah - 8e du championnat du monde de cyclo-cross - 8e de la Coupe du monde de cyclo-cross - 2012-2013 - Superprestige #6, Diegem - Trophée Banque Bpost #6 - Grand Prix Sven Nys, Baal - Cross After Dark Series #4 - CXLA Weekend 1, Los Angeles - CXLA Weekend 2, Los Angeles - USGP of Cyclocross #7 - Deschutes Cup 1, Bend - USGP of Cyclocross #8 - Deschutes Cup 2, Bend - Cincinnati Kings International, Cincinnati - 4e du championnat du monde de cyclo-cross - 2013-2014 - Cross After Dark Series #1 - CrossVegas, Las Vegas - NEPCX #3 - Providence Cyclo-cross Festival 1, Providence - NEPCX #4 - Providence Cyclo-cross Festival 2, Providence - Cincy3 Darkhorse Cyclo-Stampede, Covington - Cincy3 Harbin Park, Cincinnati - The Jingle Cross Rock - Rock 1, Iowa City - The Jingle Cross Rock - Rock 2, Iowa City - The Jingle Cross Rock - Rock 3, Iowa City - Cross After Dark Series #4 - CXLA Weekend, Los Angeles - CXLA Weekend, Los Angeles - Deschutes Brewery Cup, Bend | - 2014-2015 - Championne de République tchèque de cyclo-cross - Coupe du monde de cyclo-cross #4, Namur - Trophée Banque Bpost #6, Loenhout - Trophée Banque Bpost #7, Baal - Cincy3 Harbin Park, Fairfield - Cincy3 Kings CX After Dark, Mason - Derby City Cup (1) , Louisville - Derby City Cup (2) , Louisville - Jingle Cross (1), Iowa City - Jingle Cross (2), Iowa City - CXLA Weekend (1), Los Angeles - CXLA Weekend (2), Los Angeles - 5e du championnat du monde de cyclo-cross - 8e de la Coupe du monde de cyclo-cross - 2015-2016 - Coupe du monde de cyclo-cross #1, CrossVegas - The Subaru Cyclo Cup #1, Lakewood - The Subaru Cyclo Cup #2, Lakewood - CXLA Weekend #1, Los Angeles - CXLA Weekend #2, Los Angeles - Jingle Cross #2, Iowa City - Jingle Cross #3, Iowa City - 2016-2017 - Coupe du monde de cyclo-cross #6, Namur - Jingle Cross #2, Iowa City - Cincinnati-KingsCX, Mason - The Derby City Cup #1, Louisville - The Derby City Cup #2, Louisville - CXLA Weekend-Day #1, Los Angeles - CXLA Weekend-Day #2, Los Angeles - Toi Toi Cup #7, Uničov - Médaillée de bronze du championnat du monde de cyclo-cross - 3e du classement général de la Coupe du monde de cyclo-cross - 2017-2018 - Coupe du monde #1, Iowa City (Jingle Cross) - Clif Bar CrossVegas, Las Vegas - WSCXGP #1, West Sacramento - WSCXGP #2, West Sacramento - 6e de la Coupe du monde de cyclo-cross - 2018-2019 - Jingle Cross #2, Iowa City - 2019-2020 - Coupe du monde de cyclo-cross #2, Waterloo - Toi Toi Cup #6, Jabkenice - Toi Toi Cup #7, Uničov - 3e du classement général de la Coupe du monde de cyclo-cross |

## Palmarès en VTT

### Jeux olympiques
- Atlanta 1996
  - 19e du cross-country
- Londres 2012
  - 14e du cross-country
- Rio de Janeiro 2016
  - 5e du cross-country

### Championnats du monde
- Beaupré 2010
  -  Médaillée de bronze du relais mixte par équipes
- Lillehammer-Hafjell 2014
  -  Médaillée de bronze du relais mixte par équipes
- Nové Město 2016
  -  Médaillée d'argent du relais mixte par équipes

### Coupe du monde
- Coupe du monde de cross-country
  - 2008 : 7e du classement général
  - 2009 : 38e du classement général
  - 2010 : 11e du classement général
  - 2011 : 10e du classement général
  - 2012 : 3e du classement général
  - 2013 : 3e du classement général, vainqueur d'une manche
  - 2014 : 17e  du classement général
  - 2015 : 33e du classement général
  - 2016 : 7e du classement général
  - 2021 : 67e du classement général

- Coupe du monde de cross-country eliminator
  - 2013 : 15e du classement général

### Championnats d'Europe
- 2007
  -  Médaillée de bronze du cross-country
- 2013
  -  Médaillée de bronze du relais mixte

### Championnats nationaux
- Championne de République tchèque de cross-country : 2001, 2007, 2010 et 2017

## Palmarès sur route
- 2009
  - 3e de la Nevada City Classic
- 2010
  - Nevada City Classic
- 2011
  - Nevada City Classic
- 2012
  - Nevada City Classic